# نبرد ولا لاولا (دریایی)
نبرد ولا لاولا (انگلیسی: Battle of Vella Lavella) یکی از نبردهای جنگ اقیانوس آرام بود.